# Schema Uganda

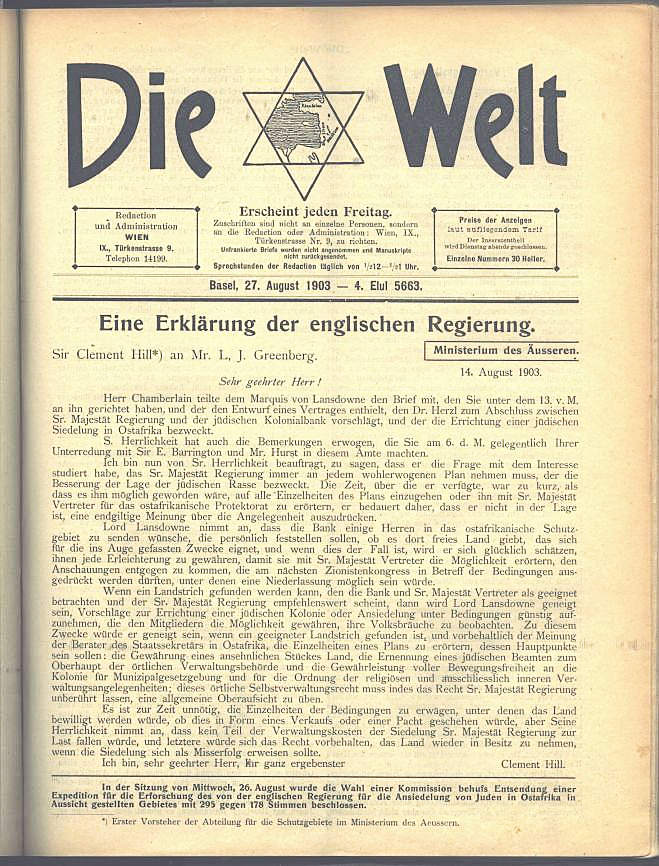
Inchiesta del Die Welt sul sostegno del Conte di Cromer al piano Uganda

Lo schema Uganda era un piano degli inizi del 1900 per dare una parte dell'Africa Orientale Britannica come patria del popolo ebreo. È stato sostenuto da Theodor Herzl, un sionista di spicco, come un rifugio temporaneo per gli ebrei europei oggetto di antisemitismo.

## Storia
Joseph Chamberlain, segretario coloniale britannico, era a conoscenza delle ambizioni dell'organizzazione sionista, sin dal viaggio che fece in Africa Orientale Britannica. Chamberlain, durante il suo viaggio, notò che "se Dr Herzl fosse incline a trasferire i suoi sforzi sull'Africa Orientale non sarebbe difficile trovare territori adatti ai coloni ebrei". Lo stesso Herzl fu presentato a Chamberlain da Israel Zangwill nella primavera del 1903, poche settimane dopo lo scoppio dei pogrom di Chișinău.
Chamberlain offrì 5 000 miglia quadre (13 000 km²) della contea di Uasin Gishu, un'area isolata sui monti Mau nell'attuale Kenya (non in Uganda). La terra veniva considerata adatta per il clima temperato, tipico delle hill station, e per il fatto di essere relativamente isolata, essendo circondata dalla foresta Mau. L'offerta fu una risposta ai pogrom contro gli ebrei in Russia, e si sperava che l'area potesse essere un rifugio dalle persecuzioni del popolo ebraico.
Chamberlain vide quella terra quando era in viaggio sulla Uganda Railway, sebbene la terra non fosse in realtà in Uganda ma nel Protettorato dell'Africa Orientale Britannica (l'attuale Kenya). Questo territorio fu trasferito dal Protettorato dell'Uganda al Protettorato dell'Africa Orientale solo nel 1902, come parte del piano di sviluppo della Uganda Railway.

## Nella cultura di massa
Nel 2011 Yoav Avni pubblicò il libro Herzl Amar, nel quale immagina che lo schema Uganda sia stato messo in atto e quindi che lo Stato d'Israele sia stato stabilito in Africa orientale.